# Krásno nad Kysucou (stacja kolejowa)
Krásno nad Kysucou – stacja kolejowa w Krásnie nad Kysucou, w kraju żylińskim, na Słowacji.
| Krásno nad Kysucou                                             |  |                               |
| Linia 127 Żylina – Czadca – Mosty koło Jabłonkowa (269,183 km) |  |                               |
| Dunajovodległość: 2,613 km                                     |  | Oščadnica odległość: 4,561 km |